# Prueba de Gilman
La prueba de Gilman es una prueba química para la detección de reactivos de Grignard y organolitio.
Se agrega una muestra de 0,5mL a una solución 1% de cetona de Mischler en benceno o tolueno. A esta solución se le agrega 1 mL de agua para que tenga lugar la hidrólisis, y luego se agregan algunas gotas de yodo 0,2% en ácido acético glacial. Si el color de la solución resultante se vuelve azul verdoso, entonces la muestra original contenía especies organometálicas.